# Sinagoga Alta (Cracòvia)
La Sinagoga Alta va ser una antiga congregació i sinagoga jueva ortodoxa, coneguda així per la seva alçada, situada al carrer Jozefa 38, al districte de Kazimierz de Cracòvia, al Voivodat de Malopolskie de Polònia.
Completada el 1563 a l'estil del Renaixement tardà, la sinagoga va servir com a casa de pregària fins a la Segona Guerra Mundial, quan el seu interior va ser destruït pels nazis el 1939. Les reformes de la sinagoga es van produir el 1863; i durant els anys 1970 i 1971. Des del 2005, l'antiga sinagoga funciona com a museu jueu.